# Ян Вэньхуэй
Ян Вэньхуэ́й (кит. трад. 楊文會, упр. 杨文会, пиньинь Yáng Wénhùi, 1837—1911) — светский китайский реформатор буддизма, которого также называют «отцом буддийского возрождения».

## Биография
Через год после рождения Яна (1838) его отец сдал экзамены на госслужащего и перевёз семью в Пекин, но тайпинское восстание заставило их бежать в район низовий Янцзы. В юности Ян Вэньхуэй изучал конфуцианский канон, а также учение Лао-цзы и Чжуан-цзы, но в 1862 прочёл буддийский Трактат о пробуждении веры в Махаяну (классический текст, приписываемый Ашвагхоше) и проникся желанием служить буддизму.
В 1866 (1863?) году Ян переехал в Нанкин для инженерно-архитектурной работы над государственными проектами. Здесь его интерес к буддизму укрепился благодаря контакту с другими буддистами-мирянами, в их числе Ван Мэйшу (王梅叔), Чжэн Сюэчуань (郑学川), Вэй Ганцзи (魏刚己) и Цао Цзинчу (曹镜初). Вскоре он и его друзья собрали средства для открытия буддийского издательства. Оно получило название Цзиньлинское Издательство Сутр (金凌刻經處 Jīnlíng kèjīng chù, Цзиньлин — старинное название Нанкина). Его официальной целью было восстановить объём и распространённость буддийских книг, уничтоженных в ходе восстания тайпинов. Совокупный тираж издательства при жизни Ян Вэньхуэя превысил миллион копий.
Ян проводил всё свободное время, читая сутры вслух или погружаясь в медитацию. Он стал знатоком буддийского канона. Стремление принять участие в религиозных делах не было вызвано у Яна «разрушением монастырей», но скорее недовольством тем, что монахи, давшие обет распространять Дхарму для всех живых существ, часто не знают сутр, а те, кто знает, часто не делится своим знанием. Вместе с этим в Китае была очень заметна активность христианских миссионеров, и часто они обращали внимание на китайцев-буддистов, особенно принадлежавших к школе Чистой Земли, так как в ней была заявлена сходная с христианской идея стремления к раю после смерти.
В 1878 году он был принят на службу к крупнейшему дипломату Китая того времени, Цзэн Цзицзэ, в должности советника, благодаря чему посетил Великобританию и Францию, где купил ряд предметов самого нового научного оборудования того времени. Вернувшись в Нанкин, он подарил его китайским учёным.
В следующей поездке в Европу, также связанной со службой у Цзэн Цзицзэ, он познакомился в Великобритании с японским буддийским деятелем Нандзё Бунъю, который изучал здесь санскрит у Макса Мюллера, и между ними завязалась переписка. Через Нандзё Бунъю Ян получил для своего издательства более 300 канонических буддийских текстов на китайском языке, которые сохранились в Японии, но были утрачены в Китае.
После службы у Цзэн Цзицзэ Ян Вэньхуэй, вернувшись в Китай (1888), решил полностью посвятить себя Дхарме. Он стал исключительно буддийским издателем и наставником, своей деятельностью заложив основы дальнейшего развития буддизма в Китае. Его деятельность и идеи имели много пересечений с социалистическим, анархическим и националистическим движениями в предреволюционной империи Цин.
В 1894 году он совместно с симпатизирующим буддизму британским миссионером Тимоти Ричардом перевёл Трактат о пробуждении веры в Махаяну. Их совместная работа стала прецедентом и основой дальнейшего межрелигиозного диалога китайских буддистов и христианских деятелей.
Тимоти Ричард участвовал в Мировом Парламенте Религий в Чикаго в 1893 году и был знаком со многими буддийскими деятелями мира. Цейлонский участник Парламента, светский тхеравадин Анагарика Дхармапала, явился навестить его в Китае и воспользовался услугами Яна, чтобы зачитать монахам Нанкина воззвание к поездке в Индию для восстановления буддизма на его родине. Когда это вызвало страх монастырской организации перед репрессиями правительства за «самовольное создание организации», Ян предложил коллеге прислать из Индии студентов, которые могли бы изучать буддизм в Китае.
В 1895 (1898?) году он начал создание в Нанкине буддийского учебного центра Лекторий Джетавана (祗洹精舍 zhīhéng jīngshè). Учебники для преподавания он писал сам. Он также пригласил поэта-монаха Су Маньшу преподавать санскрит и английский язык. Среди преподавателей был ряд заметных учёных-мирян, так что это был первый прецедент в Китае, когда светские люди учили Дхарме монахов. Была подготовлена полноценная трёхлетняя программа обучения. Здесь обучалось свыше 20 монахов и послушников с целью дальнейшего распространения Дхармы, но после единственного учебного года (1908—1909) центр закрылся из-за финансовых проблем.
В 1910 году Ян Вэньхуэй основал Буддологическое Общество (佛學研究會 fóxúe yánjiù hùi) и стал его руководителем. В этот период среди его учеников появился Оуян Цзянь. После смерти Ян Вэньхуэя, которая случилась за несколько недель до Революции, в 1911 году, он взял на себя дело учителя. С 1922 года он переименовал издательство и учебный центр в «Китайскую Академию Внутренней Науки» (支那內學院 zhīnà nèi xúeyuàn).

## Влияние
В течение своей жизни Ян Вэньхуэй стал наставником множества людей, среди которых получили широкую известность антицинские революционеры-реформаторы Чжан Тайянь, Тан Сэтун и Тайсюй.